# 亚历山大·詹纳乌斯
亚历山大·詹纳乌斯（英語：Alexander Jannaeus），又称亚历山大·詹奈（Alexander Jannai）或亚历山大·亚奈（Alexander Yanai），是哈斯蒙尼王朝第二任国王，统治时间为公元前103年至前76年，是哈斯蒙尼王朝在位最长时间的犹太国王。他是约翰·海卡努斯的第三个儿子，继承大哥阿里斯托布魯斯一世的王位。並娶了大哥的遗孀莎乐美·亚历山德拉。从他对王国周边地区的征服至血腥的內战，亚历山大的统治被认为压迫和残酷，並伴随着无休止的冲突。亚历山大一生的历史源于弗拉维奥·约瑟夫斯的《犹太古史》和《犹太战史》。
亚历山大·詹纳乌斯统治时期是圣经来源之外已知哈斯蒙尼王朝版图最大和最强的犹太王国时期，他征服了巴勒斯坦的地中海海岸线和约旦河的大部分地区。亚历山大还因拒绝处理国家政务而杀死了许多臣民。由于王国领土的扩张以及与臣民的冲突，他不断地捲入国外战争和国内动荡。然而他在在位的最后几年，王国一直不断的扩张。最终在包围拉吉布死于疾病。